# Mihály Salbeck
Mihály Salbeck (en húngaro Salbeck Mihály; 9 de mayo de 1709, Petris Iaşi, Moldavia, [hoy Rumania] – 25 de febrero de 1758, Gyulafehérvár, Transilvania [hoy Alba Iulia, Rumania]) fue doctor de filosofía, sacerdote de la Compañía de Jesús, profesor, y hermano de Ferenc Salbeck y Károly Salbeck.

## Biografía
Nacido el 9 de mayo de 1709, era hijo de Máté Salbeck, un comerciante de sal. Consiguió una membresía en la Compañía de Jesús en 1726 y enseñó estudios humanos, reales, y teológicos en Kolozsvár y Gyulafehérvár (actualmente Cluj Napoca y Alba Iulia, respectivamente).

## Obras
- Septi-collis Dacia in octavo colle beata, gesti Haller de Hallerkő devoto. Honoribus... Neo-baccalaureorum... 1735. Claudiopoli.
- Príma quinque Saecula Regni Mariani Apostolici ethice adumbrata... Claudiopoli, 1746.
- Vera apostolicorum virorum idea. Dicata honoribus spectabilium... dominorum dum in... S. J. academia Claudiopolitana suprema aa. ll. & philosophiae laurea insignirentur... anno 1746. Claudiopoli.